# Дзагиев, Эсаки Султанович
Эсаки Султанович Дзагиев — участник Русско-японской и Первой мировой войн, вахмистр Ингушского конного полка «Дикой дивизии», полный кавалер Георгиевского креста.

## Биография
В ходе боёв Русско-японской войны Дзагиев был удостоен Георгиевского креста IV степени.
За бой 15 февраля 1915 года Дзагиева наградили Георгиевским крестом III степени.
Во время военного смотра в Августимне командующий армией наградил Дзагиева Георгиевским крестом II степени.
6 июля 1915 года в бою у деревни Колодрубки Дзагиев под огнём неприятеля доставил на передовую патроны «в момент чрезвычайной надобности» и был награждён Георгиевским крестом II степени. Поскольку Дзагиев уже имел такой крест, то, согласно существовавшему положению, он подлежал замене на более высокую награду — Георгиевский крест I степени.